# Вивас, Адельмо Ачито
Аде́льмо Ачи́то Ви́вас (исп. Adelmo Achito Vivas; род. 1 марта 1934, Буэнавентура, Валье-дель-Каука) — колумбийский футболист, играл на позиции вратаря. Участник чемпионата мира по футболу 1962 года.

## Биография

### Клубная карьера
Вивас начал карьеру в клубе «Атлетико Насьональ», за который сыграл две игры и в 1959 году перешёл в «Депортиво Перейра». В составе этого клуба он отыграл шесть сезонов, став основным вратарём и в 1962 году выиграл чемпионский титул.
В 1965 году Вивас перешёл в «Депортес Киндио», сыграв 27 матчей в основном составе, конкурируя за место в воротах с двумя вратарями команды. В 1966 году перешёл в «Атлетико Хуниор», где конкурировал за место в основном составе с Каличито Авеной. В составе «акул» он сыграл только 8 матчей и вернулся в «Депортиво Перейра», где отыграл два сезона.
Затем Вивас играл за «Депортес Толима» и «Онсе Кальдас», а карьеру завершил в «Депортиво Перейра», за который в 1970 году сыграл 11 игр.

### Карьера в сборной
В составе сборной Колумбии присутствовал в заявке на чемпионате мира по футболу 1962 года, но на турнире не играл.